# 라이언 페이비
라이언 페이비(영어: Ryan Paevey, 1984년 9월 24일 ~ )는 미국의 배우이다.

## 참여 작품

### 텔레비전
- 클라이언트 리스트 (드라마)
- 제너럴 호스피털
- 더 뷰 (텔레비전 프로그램)